# 2013 SK100
2013 SK100 ist ein Planetoid, der am 29. September 2013 am Mauna Kea entdeckt wurde und zur Gruppe der Kuipergürtel-Planetoiden gehört. Der Asteroid läuft auf einer mäßig exzentrischen Bahn in 486 Jahren um die Sonne, so dass er sich in einer 3:1-Bahnresonanz mit dem Neptun befindet. Die Bahnexzentrizität seiner Bahn beträgt 0,26, wobei diese 26,31° gegen die Ekliptik geneigt ist.